# Amalaraeus steineri
Amalaraeus steineri är en loppart som först beskrevs av Peus 1977.  Amalaraeus steineri ingår i släktet Amalaraeus och familjen fågelloppor. Inga underarter finns listade i Catalogue of Life.